# Annalisa Drew
Annalisa Drew (ur. 28 maja 1993 w Lawrence) – amerykańska narciarka dowolna, specjalizująca się w halfpipe'ie.
W Pucharze Świata zadebiutowała 20 marca 2011 roku w La Plagne, zajmując siódme miejsce. Tym samym już w swoim debiucie zdobyła pierwsze pucharowe punkty. Na podium zawodów tego cyklu pierwszy raz stanęła 10 marca 2016 roku w Tignes, kończąc rywalizację na drugiej pozycji. W zawodach tych rozdzieliła na podium Maddie Bowman z USA i Francuzkę Marie Martinod. Najlepsze wyniki osiągnęła w sezonie 2016/2017, kiedy to zajęła 18. miejsce w klasyfikacji generalnej, a w klasyfikacji half-pipe'a była trzecia.
W 2014 roku wystartowała na igrzyskach olimpijskich w Soczi, gdzie zajęła dziewiąte miejsce w debiutującym halfpipe'ie. Na rozgrywanych rok wcześniej mistrzostwach świata w Voss także była dziewiąta. Podczas mistrzostw świata w Sierra Nevada w 2017 roku zajęła czwarte miejsce, przegrywając walkę o podium ze swoją rodaczką, Devin Logan. Taki sam wynik uzyskała na igrzyskach olimpijskich w Pjongczangu, tym razem przegrywając z inną reprezentantką USA, Britą Sigourney.

## Osiągnięcia

### Igrzyska olimpijskie
| Miejsce | Dzień     | Rok  | Miejscowość | Konkurencja | Zwyciężczyni  |
| ------- | --------- | ---- | ----------- | ----------- | ------------- |
| 9.      | 20 lutego | 2014 | Soczi       | Halfpipe    | Maddie Bowman |
| 4.      | 20 lutego | 2018 | Pjongczang  | Halfpipe    | Cassie Sharpe |

### Mistrzostwa świata
| Miejsce | Dzień    | Rok  | Miejscowość   | Konkurencja | Zwyciężczyni    |
| ------- | -------- | ---- | ------------- | ----------- | --------------- |
| 9.      | 5 marca  | 2013 | Voss          | Halfpipe    | Virginie Faivre |
| 4.      | 18 marca | 2017 | Sierra Nevada | Halfpipe    | Ayana Onozuka   |
| 14.     | 9 lutego | 2019 | Park City     | Halfpipe    | Kelly Sildaru   |

### Puchar Świata

#### Miejsca w klasyfikacji generalnej
- sezon 2010/2011: 86.
- sezon 2011/2012: 111.
- sezon 2012/2013: 27.
- sezon 2013/2014: 40.
- sezon 2014/2015: 49.
- sezon 2015/2016: 40.
- sezon 2016/2017: 18.
- sezon 2017/2018: 43.

#### Miejsca na podium w zawodach
1. Tignes – 10 marca 2016 (halfpipe) – 2. miejsce
2. Copper Mountain – 17 grudnia 2016 (halfpipe) – 2. miejsce